# 1827 في المملكة المتحدة
فيما يلي قوائم الأحداث التي وقعت خلال عام 1827 في المملكة المتحدة.

## سياسة

### تعيين في المنصب
- 10 أبريل – جورج كانينغ رئيس وزراء المملكة المتحدة، مستشار الخزانة.
- 16 يوليو – جورج هوارد اللورد أمين الختم الكنيف [الإنجليزية]‏.
- 31 أغسطس – إدوارد سميث ستانلي Under-Secretary of State for War and the Colonies [الإنجليزية]‏.
- 31 أغسطس – فريديريك روبنسون رئيس وزراء المملكة المتحدة.

### انتهاء فترة المنصب
- 9 أبريل – روبرت جنكنسون زعيم مجلس اللوردات [الإنجليزية]‏، رئيس وزراء المملكة المتحدة.
- 20 أبريل – جورج كانينغ وزير الدولة للشؤون الخارجية وشؤون الكومنولث [الإنجليزية]‏، زعيم مجلس العموم [الإنجليزية]‏،رئيس وزراء المملكة المتحدة، مستشار الخزانة.
- 20 أبريل – فريديريك روبنسون مستشار الخزانة.

## مواليد

### يناير
- 1 يناير – فالنتاين بيكر
- 1 يناير – هنري غراي

### فبراير
- 24 فبراير – ليديا بيكر ناشطة بريطانية.

### مارس
- 21 مارس – أندرياس آدامز

### أبريل
- 5 أبريل – جوزف ليستر
- 8 أبريل – باربارا بوديكون

### مايو
- 4 مايو – جون هاننج سبيك

### يوليو
- 17 يوليو – فريدريك أبيل كيميائي من المملكة المتحدة.

### أغسطس
- 27 أغسطس – هنري إدواردز

### ديسمبر
- 2 ديسمبر – ويليام بورجس مصمم ومهندس معماري بريطاني.

## وفيات

### يناير
- 5 يناير – فريدريك دوق يورك وألباني (مواليد 1763)

### أبريل
- 13 أبريل – هيو كلابرتون (مواليد 1788) مستكشف ورحالة اسكتلندي.
- 21 أبريل – توماس راولاندسون (مواليد 1756) فنان بريطاني.

### أغسطس
- 8 أغسطس – جورج كانينغ (مواليد 1770)
- 12 أغسطس – وليم بليك (مواليد 1757)

### أكتوبر
- 30 أكتوبر – هنري سولت (مواليد 1780)